# Sant Pau de Tarragona
Sant Pau de Tarragona és una església del monumentalisme academicista de Tarragona protegida com a Bé Cultural d'Interès Local.

## Descripció
Temple de tipus basilical, que recorda alguna basílica de Roma, com Santa Maria "La major", Sant Pau "extramurs" o Sant Joan de Letran.
Sense transsepte, té tres naus separades per columnes, amb capitells corintis. El sostre és pla a l'interior i té enteixinats.
El campanar és de planta quadrada.

## Història
El seu origen fou arran la decisió del cardenal Arce Ochotorena, essent finançada l'obra per l'estat. Mort aquest cardenal l'any 1948, i amb l'arribada el juliol de 1949 del arquebisbe Arriba y Castro, després de grans dificultats, els treballs es reprenen fins al seu acabament el 1956.
El 1981, per a commemorar el 25 aniversari, es construeix un nou baptisteri sota l'absis.